# عبد العزيز عبد الشافي
عبد العزيز مصطفى عبد الشافي (ولد في القاهرة في 25 ديسمبر 1952) هو لاعب كرة قدم ومدرب مصري، لعب للنادي الأهلي في مركز الهجوم، واشتهر باسم زيزو.

## لاعبًا
انضم عبد العزيز عبد الشافي إلى الفريق الأول لكرة القدم بالنادي الأهلي وهو في السابعة عشرة من عمره، وسرعان ما انضم إلى المنتخب المصري ولعب معه 32 مباراة، أحرز فيها أول أهدافه الدولية في مباراة ودية أمام منتخب ألمانيا الشرقية سنة 1969، غير أن زيزو لم يلبث أن اعتزل في السابعة والعشرين بسبب كثرة الإصابات.

## مدربًا
اتجه زيزو بعد اعتزاله إلى التدريب، فدرب العديد من الفرق المصرية من بينها الأهلي والاتحاد السكندري والمصري وبلدية المحلة والمقاولون العرب وأسمنت السويس، كما درب فريقي أهلي جدة واتحاد جدة السعوديين ونادي النجمة الرياضي اللبناني.